# Pampeliška besarabská

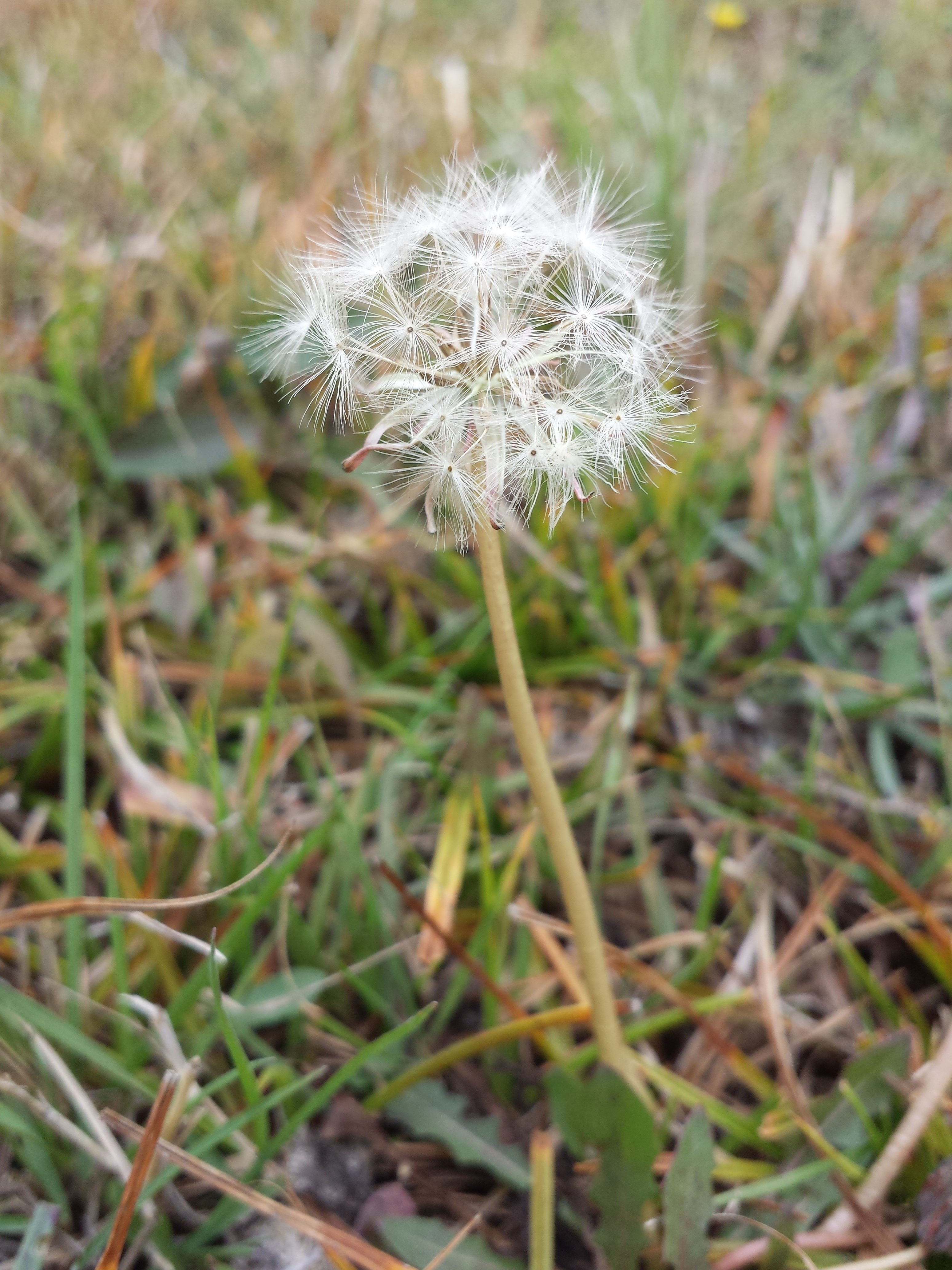
Dozrávající semena s chmýrem

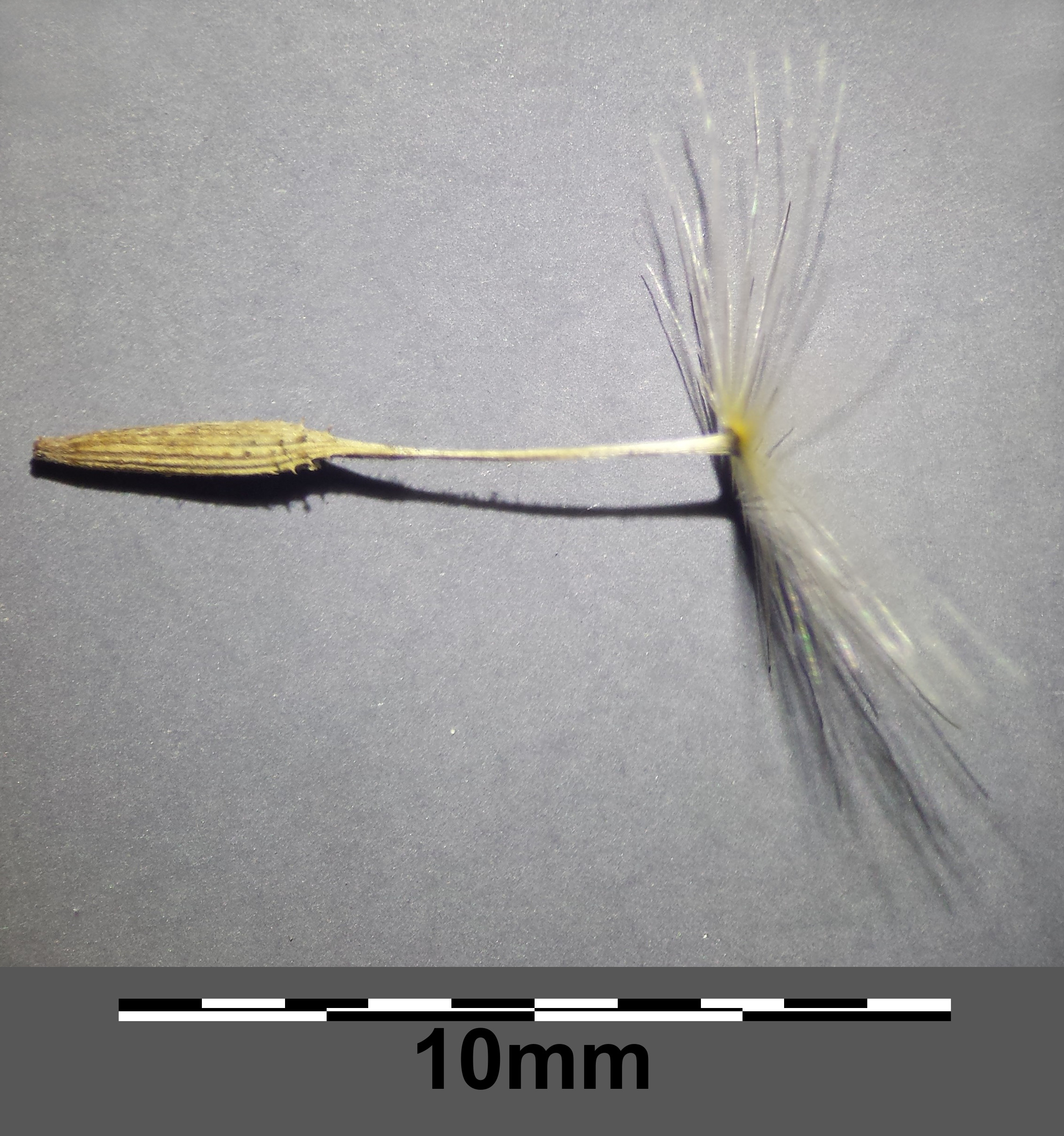
Nažka s chmýrem

Pampeliška besarabská (Taraxacum bessarabicum) je nízká vytrvalá žlutě kvetoucí polykarpická bylina, která dokáže růst na půdě nadmíru obohacené solemi. Je rostlinou s nízkou konkurenční schopností, a proto se přizpůsobila k růstu v takovémto nevlídném prostředí, které většině vitálnějším rostlin nesvědčí. Její tělo obsahuje cévy mléčnice a při poranění z rostliny vytéká bílý latex. Přestože je v České republice původním druhem, je tato pampeliška velice vzácná a v české přírodě je ohrožená vyhynutím.
Exoticky znějící vědecký název druhu bessarabicum je odvozen od historického území Besarábie na jihovýchodě Evropy, které je v současnosti rozděleno mezi Ukrajinu a Moldavsko. V české literatuře je rostlina uváděna pod vědeckým jménem bessarabicum, kdežto v anglické wikipedii nebo v KEW či některých jiných nečeských pod jménem besarabicum.

## Rozšíření
Pampeliška besarabská je součásti starobylé sekce Piesis zahrnující převážně halofilní druhy. Je rozšířená od střední a východní Evropy směrem do Asie, kde se vyskytuje na území ohraničeném na východě západní Sibiři, Mongolskem a severní Čínou a na jihu Íránem a Palestinou. Druhotně roste také na severu Afriky v Libyi a na jejím opačném jižním konci v Jihoafrické republice.
V Česku se vyskytuje na slanisku rybníka Nesyt u obce Sedlec v okrese Břeclav, který je součástí Národní přírodní rezervace Lednické rybníky. Tento rybník, s výměrou okolo 300 ha, největší na Moravě, byl v 16. století vybudován na místě, kde se v třetihorách nacházel mořský záliv a kde je dnes na povrch vyplavována mořská sůl usazená v podloží. Tato pradávna situace se následkem geologických okolností podílí na existenci slaniska, které se nachází v nadmořské výšce 280 m n. m.

## Ekologie
Je hemikryptofytem kvetoucí v pozdním létě a počátkem podzimu, v srpnu až září, přitom květy i listy se vyvíjejí téměř současně. Rostliny jsou samosprašné a opyluje je hmyz. Typickou domovinou těchto rostlin jsou vlhké zasolené louky, travnaté plochy, vlhčí slaniska, periodicky podmáčené porosty a místa, která jsou pravidelně narušována pastvou hospodářskými zvířaty, zvěří nebo zemědělskými stroji.
Místa výskytu tohoto obligátního halofyty se vyznačují jak vysokou koncentrací rozpuštěných solí v půdě, tak i značnými změnami vlhkosti v průběhu roku. Přes zimu bývá půda zaplavena, od jara do podzimu její vlhkost klesá a v letním období dochází k úplnému vyschnutí. Bylině se nejlépe daří, pokud roste v hlinitojílovité až jílovité půdě. Má počet chromozomů 2n = 16 a stupeň ploidie x = 2.

## Popis
Pampeliška besarabská je štíhlá, malá až středně velká bylina vysoká 5 až 20 cm, která vyrůstá z černého válcovitého oddenku. Jeho hlava je buď jednoduchá nebo větvená a někdy na ní mohou být odumřelé nadzemní části rostliny z minulé sezóny.
Listy uspořádaně v listové růžici jsou bylinné, kožovité, jejich řapíkaté čepele jsou ploché, celistvé a mají výraznou žilnatinu. Rostou vzhůru šikmo nakloněné, jen zřídkakdy jsou přitisknuté k zemi, jsou světle nažloutle zelené, lysé a lesklé. Čepel je v obryse kracovitá, úzká až čárkovitě eliptická, celistvá, pouze po okrajích je zubatá až někdy peřenosečná, mívá čtyři až pět laloků. Bývá dlouhá v rozmezí od 10 do 18 cm, délka koncového úkrojku se pohybuje okolo 1 až 2 cm. Řapík je úzký dlouhý asi 5 cm a nekřídlatý.
Stvoly květů jsou duté a většinou dlouhé do 20 cm, často jich vyrůstá současně několik. Úbory jsou výrazně žluté nebo zlatožluté barvy a jejich okraje mívají oranžový nádech. Jsou poměrně drobné, velikost se pohybuje od 0,5 po 2 cm a mívají jen do 20 květů. Listeny jsou uspořádané ve dvou řadách, vnější dlouhé do 5 mm mají zelený středový pruh, jsou čárkovitě kopinaté, střechovitě uspořádané a k vnitřním dvakrát delším jsou přitisklé. Lůžko úboru je slabě vypouklé, lysé a vespod nemá plevky. Květy jsou všechny oboupohlavné, kalichy mají redukované, kdežto koruny jsou jazykovité. Liguly středových květů mají načervenalé zoubky, u vnějších květů jsou žlábkovité a na rubu mají šedorůžový pruh. Tyčinky s prašníky jsou podélně spojené do trubičky. Horní část čnělky a blizna jsou žlutá. Srůstem kalichu vzniká chmýr sloužící k rozptylu semen.
Plodem je šedá kuželovitá nažka dlouhá 4 až 5 mm, s ostrými žebry, špičatými osténky a s bělavou spodní části krátkého zobánku. Jejich chmýr s výraznými paprsky je dlouhý asi 5 mm a hnědavý až narůžovělý.

## Rozmnožování
Pampeliška besarabská je druh autogamický, tedy samosprašný, který se rozmnožuje semeny rozšiřovanými větrem a díky chmýru se může dostat poměrně daleko. Ve vhodných podmínkách semena klíčí koncem dubna a malá část rostlinek i vykvete. Druhým rokem nevykvetlé rostliny vytvoří silnější listové růžice a kvetou, kdežto vykvetlé rostliny se neobnoví z vrcholu hlavního kořene, ale ze spících pupenů na kořeni a nevykvetou.

## Význam
V zemích, kde rostou ve větším počtu, se rostliny rodu pampeliška využívají pro léčebné účinky, které zajišťují především flavonoidy kvercentin a luteolin. V kořenu a listech se dále vyskytuje fenokarbonová kyselina, četné kumariny a fytosteroly, mangan, draslík a kaučuk, včetně seskviterpenoidů. Důležitou látkou, kterou tyto rostliny obsahují je inulin, jenž rostlinám slouží jako zásobní látka místo škrobu a je vhodný pro diabetiky. V lidovém léčitelství se používají například k léčbě plic, jater, dny i některých ženských chorob. Konkrétní látky obsažené v pampelišce besarabské pravděpodobně ještě nebyly zkoumány.

## Ohrožení
V České republice roste tento druh pouze vzácně, převážně jen na slaniscích s vyšším obsahem soli v půdě. Tato místa se vyskytují jen ojediněle a bývají o malé rozloze, tudíž jsou snadno zranitelná. S jejich úbytkem se ztrácí i rostliny, které jsou s nimi svázané a proto tento druh celoevropsky ustupuje.
Ke zhoršení této situaci došlo hlavně v 19. a 20. století, kdy byly tyto neproduktivní pozemky zabírány na cesty, železniční tratě a další stavby. Nebo na nich po rekultivací začala být pěstována cukrová řepa, lépe snášející slanou půdu, či prostě jen zůstala plocha zarostlá rostlinami vyššího vzrůstu.
Proto je tento druh Červeným seznamem cévnatých rostlin České republiky z roku 2017 považován za kriticky ohrožený druh. Obdobně je chráněn i zákonem, vyhláškou 395/1992 Sb., zvláště chráněné druhy rostlin České republiky, ve znění vyhlášky 175/2006 Sb., druhy kriticky ohrožené. Organizací IUCN však pampeliška besarabská z celosvětového pohledu hodnocená není.